# Ким Стэнли
Ким Стэ́нли (англ. Kim Stanley; 11 февраля 1925 — 20 августа 2001) — американская актриса.

## Биография
Ким Стэнли, урождённая Патриша Кимберли Рид (англ. Patricia Kimberley Reid), родилась в городе Тулароса в штате Нью-Мексико 11 февраля 1925 года в семье Джея Ти Рида и Энн Миллер. После окончания средней школы она была зачислена на драматическое отделение в Университет Нью-Мексико, а позже училась в Театре Пасадена.
Её успеху на Бродвее во многом способствовал критик Брукс Эткинсон, благодаря которому она стала получать там свои первые роли. В Нью-Йорке она также посещала знаменитую Актёрскую студию, где её учителями были прославленные Элиа Казан и Ли Страсберг. В 1952 году она уже получила Мировую театральную награду за исполнение роли Энн Ривз в постановке «Погоня», а позже исполнила главные роли в таких бродвейских хитах как «Пикник» (1953) и «Автобусная остановка» (1955). В 1959 году она стала номинанткой на премию «Тони» за свою роль в постановке «Душа поэта», а в 1962 её вновь номинировала за пьесу «Дальняя страна».
Её кинокарьера началась в 1958 году с главной роли Эмили Энн Фолкнер в фильме «Богиня». Спустя четыре года Ким Стэнли была рассказчиком в фильме «Убить пересмешника», где она вела повествование от лица уже повзрослевшей Джин Луизы Финч («Глазастик»), роль которой в картине исполнила Мэри Бэдэм. В 1964 году Ким исполнила главную роль в фильме «Сеанс дождливым вечером» за роль в котором удостоилась Премии нью-йоркских критиков, а также была номинирована на «Оскар» за Лучшую женскую роль.
В 1965 году Стэнли получила плохие отзывы критиков за исполнение роли Маши в чеховской постановке «Три сестры» в Лондоне. После этого Ким дала клятву больше никогда не появляться на театральной сцене и сдержала её до конца жизни. По иронии судьбы спустя год Ким Стэнли вновь сыграла роль Маши, но теперь в одноимённой экранизации, режиссёром которой выступил Ли Страсберг. Её коллегами по картине стали Джеральдин Пейдж, Сэнди Деннис и Шелли Уинтерс, не менее известные выпускники Актёрской студии.
В 1982 году Ким Стэнли получила номинации на «Оскар» и «Золотой глобус» за исполнение Лучшей женской роли второго плана в фильме «Фрэнсис», основанном на биографии американской актрисы Фрэнсис Фармер. В фильме она сыграла Лиллиан Фармер, мать главной героини. Год спустя Стэнли в последний раз появилась на киноэкранах в роли Панчо Барнс в фильме «Парни что надо».
Ким Стэнли дважды удостаивалась премии «Эмми». В первый раз в 1963 году за роль в сериале «Бен Кэйси», а во второй раз — в 1985 году за роль в телевизионной экранизации пьесы Теннесси Уильямса «Кошка на раскаленной крыше».
Ким Стэнли четыре раза была замужем. Её первым супругом (1945—1946) был Брюс Холл (Bruce Hall; вторым (1949—1956) — Курт Конвей, от которого она родила своего первого сына; третьим — актёр Альфред Райдер (1958—1964), ставший отцом её второго сына; и последним (1964—1967) — Джозеф Сигел (Joseph Siegel), во время замужества с которым она приняла иудаизм. У неё также был внебрачный сын от Брукса Клифа, брата Монтгомери Клифта.
Ким Стэнли умерла от эндометриального рака 20 августа 2001 года в своём доме в Санта-Фе, штат Нью-Мексико, в окружении первого мужа Брюса Холла, брата Джастина Трумана Рейда и троих сыновей. Её биография «Female Brando: the Legend of Kim Stanley» была опубликована в 2006 году.

## Награды
- Эмми

1963 — «Лучшая актриса второго плана в мини-сериале или фильме» («Бен Кэйси»)
1985 — «Лучшая актриса второго плана в мини-сериале или фильме» («Кошка на раскаленной крыше»)